# Milano-Vignola 1971
La Milano-Vignola 1971, diciannovesima edizione della corsa, si svolse il 28 aprile 1971 per un percorso totale di 241 km, con partenza da Rogoredo ed arrivo a Vignola. La vittoria fu appannaggio dell'italiano Marino Basso, il quale completò la gara in 5h10'00", alla media di 46,645 km/h, precedendo il belga Patrick Sercu ed il connazionale Luigi Sgarbozza.

## Ordine d'arrivo (Top 10)
| Pos. | Corridore              | Squadra      | Tempo    |
| ---- | ---------------------- | ------------ | -------- |
| 1    | Marino Basso           | Molteni      | 5h10'00" |
| 2    | Patrick Sercu          | G.B.C.-Zimba | s.t.     |
| 3    | Luigi Sgarbozza        | Dreher       | s.t.     |
| 4    | Albert Van Vlierberghe | Ferretti     | s.t.     |
| 5    | Alberto Della Torre    | Filotex      | s.t.     |
| 6    | Georges Barras         | Molteni      | s.t.     |
| 7    | Raymond Steegmans      | Hertekamp    | s.t.     |
| 8    | Lorenzo Bosisio        | Zonca        | s.t.     |
| 9    | Giuseppe Grassi        | Filotex      | s.t.     |
| 10   | Franco Bitossi         | Filotex      | s.t.     |